# Districtul Aouf
Aouf este un district din provincia Mascara, Algeria.